# Torneo Interbritannico 1914

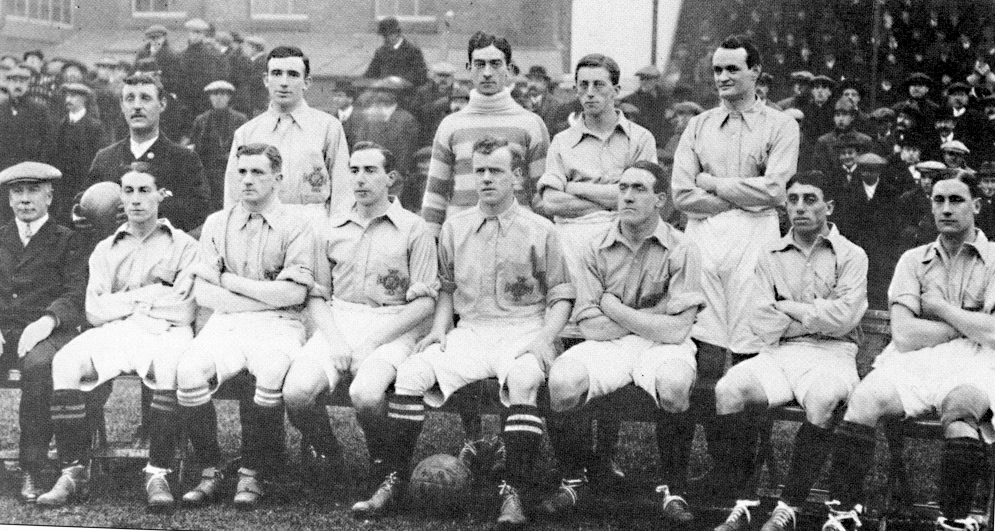
Nazionale irlandese nel 1914

Il Torneo Interbritannico 1914 fu la trentunesima edizione del torneo di calcio conteso tra le Home Nations dell'arcipelago britannico. Il torneo fu vinto dall'Irlanda.

## Risultati
| Data             | Luogo         | Squadra 1   | Risultato | Squadra 2   |
| ---------------- | ------------- | ----------- | --------- | ----------- |
| 19 gennaio 1914  | Wrexham       | Galles      | 1 - 2     | Irlanda     |
| 14 febbraio 1914 | Middlesbrough | Inghilterra | 0 - 3     | Irlanda     |
| 28 febbraio 1914 | Glasgow       | Scozia      | 0 - 0     | Galles      |
| 14 marzo 1914    | Belfast       | Irlanda     | 1 - 1     | Scozia      |
| 16 marzo 1914    | Cardiff       | Galles      | 0 - 2     | Inghilterra |
| 4 aprile 1914    | Glasgow       | Scozia      | 3 - 1     | Inghilterra |

## Classifica
| Pos | Squadra     | Pti | G | V | N | P | GF | GS |
| --- | ----------- | --- | - | - | - | - | -- | -- |
| 1   | Irlanda     | 5   | 3 | 2 | 1 | 0 | 6  | 2  |
| 2   | Scozia      | 4   | 3 | 1 | 2 | 0 | 4  | 1  |
| 3   | Inghilterra | 2   | 3 | 1 | 0 | 2 | 3  | 6  |
| 4   | Galles      | 1   | 3 | 0 | 1 | 2 | 1  | 4  |